# مقاطعة آقستافا
مقاطعة آقستافا (بالأذرية: Ağstafa rayonu)‏ هي إحدى مقاطعات أذربيجان. يقدر عدد سكانها بـ 80,500 نسمة ومساحتها 1,503.7 كم2 .